# Olimpija Rīga
L'Olimpija Rīga era una società calcistica lettone di Riga. Fondata nel 1989, si è sciolta nel 1995.

## Storia
La società fu fondata nel 1989 come Pardaugava usando il nome del celebre club Daugava Rīga, che in quel momento viveva l'ultimo anno di esistenza in Unione Sovietica; nel 1992 divenne Kompar-Daugava, (nel frattempo divenuto Pardaugava) unito al nome dello sponsor del club. Nel suo debutto nella Virslīga finì in quinta posizione. Jurijs Hudjakovs fu il miglior marcatore del club, Dzintars Sproģis fu eletto miglior difensore del campionato. Quello stesso anno il Kompar-Daugava raggiunse anche la finale di Coppa di Lettonia.
Nel 1993 il club fu rinominato Olimpija Rīga, omaggiando il nome della banca che finanziò il club. Questa nuova dirigenza portò nuovo denaro nelle casse del club che poté rinforzare l'organico e allestire una delle migliori squadre del torneo. A fine stagione il club si piazzò secondo alle spalle del club Skonto Riga. Il portiere Ēriks Grigjans ed il difensore Andrejs Štolcers vennero proclamati i migliori del torneo nei rispettivi ruoli.
Nella stagione 1994 l'Olimpija acquistò il portiere della Nazionale Oļegs Karavajevs. Finì quarta in campionato ma raggiunse il top della sua storia conquistando la Coppa di Lettonia e garantendosi l'accesso alla Coppa delle Coppe 1994-1995. L'avventura europea del club si interruppe già nel turno preliminare, allorché la squadra venne eliminata dai norvegesi del Bodø/Glimt, i quali si imposero 6-0 in casa e pareggiarono 0-0 in terra lettone.
Nel 1995 gran parte dei migliori calciatori del club abbandonò la squadra in seguito alla bancarotta della banca finanziatrice. A fine stagione, dopo un nono posto in campionato (su dieci squadre), il club scomparve.

## Cronistoria
- 1989: fondazione del club come Pardaugava.

4º nel campionato statale lettone.
- 1990: cambia nome in Daugava.

14º in Baltic League.
- 1991: 19º nel campionato statale lettone.
- 1992: cambia nome in Kompar-Daugava.

5º in Virslīga.
Finalista in Coppa di Lettonia.
- 1993: 2º in Virslīga.

semifinalista in Coppa di Lettonia.
- 1994: 4º in Virslīga.

Vince la Latvijas kauss 1994 (1º titolo).
Turno preliminare in Coppa delle Coppe.
- 1995: 9º in Virslīga.

## Palmarès

### Competizioni nazionali
- Coppa di Lettonia: 1

1994

### Altri piazzamenti
- Campionato lettone:

Secondo posto: 1993
- Coppa di Lettonia:

Finalista: 1992, 1995
Semifinalista: 1993